# Stanisław Barcewicz
Stanisław Barcewicz (16. dubna 1858 Varšava – 1. září 1929 tamtéž) byl polský houslista, hudební pedagog a dirigent. Jeden z nejvýznačnějších polských houslových virtuózů.

## Život

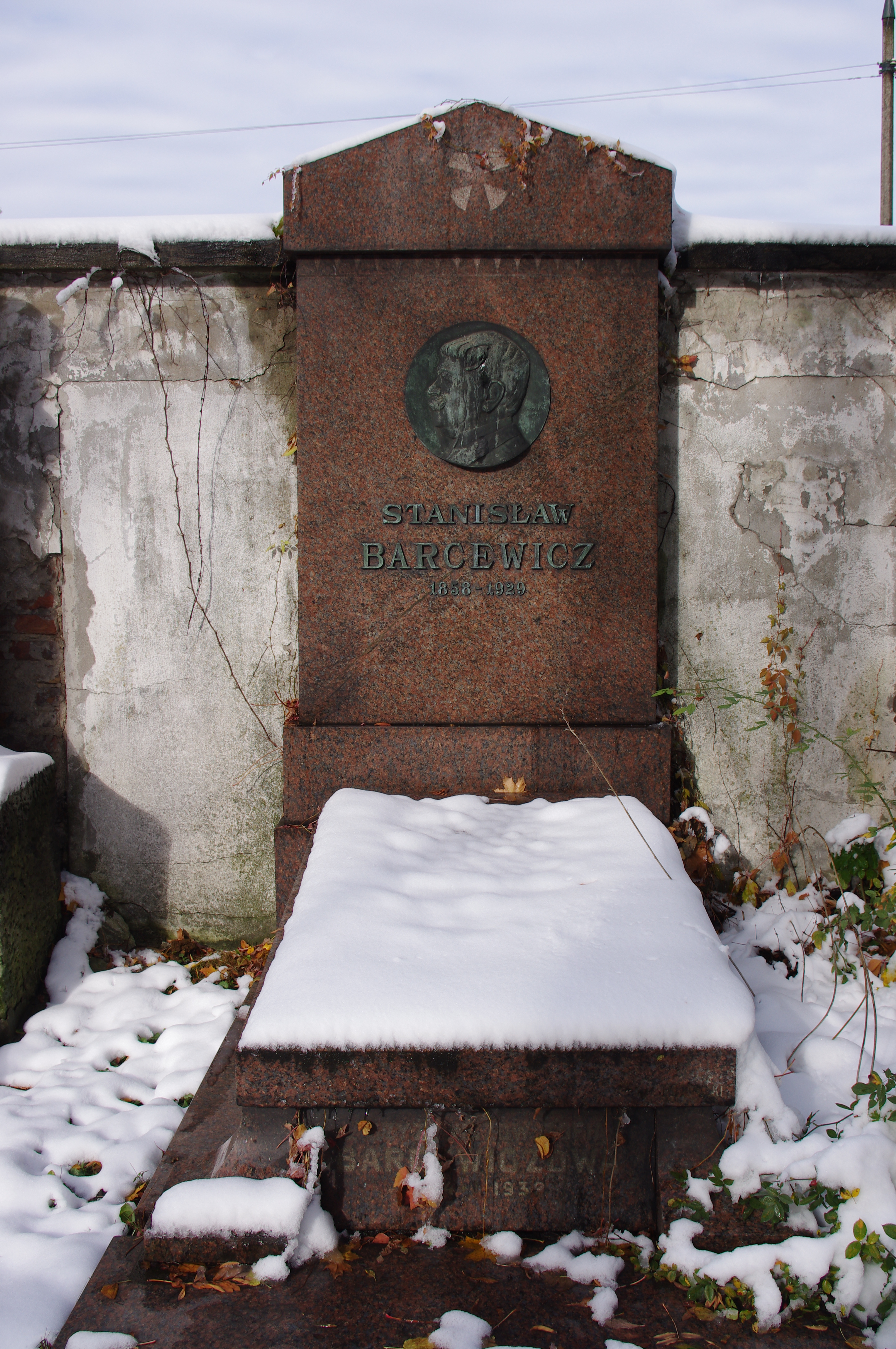
Hrob skladatele.

Stanisław Barcewicz studoval hru na housle nejprve na Hudebním institutu ve Varšavě u Apolinary Kątskiho a Władysława Górskiho. K dalšímu studiu odešel do Moskvy, kde byli jeho učiteli čeští houslisté Ferdinand Laub a Jan Hřímalý. Vedle toho studoval i skladbu u Petr Iljič Čajkovského. Absolvoval se zlatou medailí v roce 1876.
Ihned po absolvování školy začal koncertovat s mimořádným úspěchem v hudebních centrech celé Evropy. Jeho repertoár byl velice rozsáhlý, obsahoval většinu klasických a romantických koncertních skladeb. Zejména byla oceňována jeho intertretace děl Henryka Wieniawského a Felixe Mendelssohna-Bartholdyho. Nejčastěji vystupoval s klavíristou Alexandrem Michałowským. Hrál na housle postavené v 18. století italským houslařem Giovanni Battistou Guadagninim.
V roce 1885 se Barcewicz stal koncertním mistrem varšavské opery. Následujícího roku debutoval i jako dirigent nastudováním opery Gioconda Amilcare Ponchielliho. Od roku 1893 působil ve varšavské opeře jako druhý dirigent. Zaměřil se zejména na uvádění děl polských skladatelů. Vedle toho dirigoval i symfonické orchestry včetně Varšavské filharmonie.
Od roku 1886 se věnoval také pedagogické činnosti. Na Hudebním institutu učil hře na housle a violu, vedl třídu komorní hudby a řídil školní orchestr. V letech 1910–1918 byl ředitelem ústavu. Vychoval řadu předních polských houslistů.
V roce 1923 byl vyznamenán Řádem znovuzrozeného Polska. Zemřel ve Varšavě 1. září 1929. Je pochován na Powązkowském hřbitově.